# 초고층대기물리학
초고층대기물리학(超高層大氣物理學) 또는 에어로노미(Aeronomy)는 지구의 상층 대기와 다른 행성 대기의 해당 지역에 대한 과학적 연구이다. 대기 화학과 대기 물리학의 한 분야이다. 에어로노머(aeronomers)로 알려진 항공학을 전문으로 하는 과학자들은 지구의 상층 대기와 그에 해당하는 다른 행성의 대기 영역의 움직임과 화학적 구성 및 특성, 그리고 상층 대기와 우주 환경 사이의 상호 작용을 연구한다. 대기 지역의 항공학자 연구에서 화학적 해리와 이온화는 중요한 현상이다.

## 역사
수학자 시드니 채프먼(Sydney Chapman)은 1946년 네이처(Nature)의 편집자에게 보낸 "명명법에 대한 몇 가지 생각(Some Thoughts on Nomenclature)"이라는 제목의 편지에서 지구의 상층 대기에 대한 연구를 설명하기 위해 에어로노미(aeronomy)라는 용어를 선보였다. 이 용어는 1954년 국제 측지학 및 지구물리학 연합이 채택하면서 공식화되었다. 에어로노미는 나중에 다른 행성 대기의 해당 지역에 대한 연구를 언급하기 시작했다.

## 같이 보기
- 대기화학
- 외기권
- 전리층
- 중간권
- 기상학
- 열권